# Daunr
Daunr, auch daunra, daunru (Garhwali-Sprache), ist eine zweifellige Sanduhrtrommel, die in der indischen Volksmusik in der Region Garhwal im nordindischen Bundesstaat Uttarakhand zur Begleitung von weltlichen epischen Liedern (pawada), Volkstheatern und religiösen Besessenheitszeremonien (jagar) in geschlossenen Räumen und stets zusammen mit dem Flachgong thali eingesetzt wird. Die daunr ist etwas kompakter als die in derselben Region gespielte hurka und wird gelegentlich fälschlich mit der anders gespielten sanduhrförmigen Rasseltrommel damru (damaru) gleichgesetzt.

## Herkunft und Verbreitung

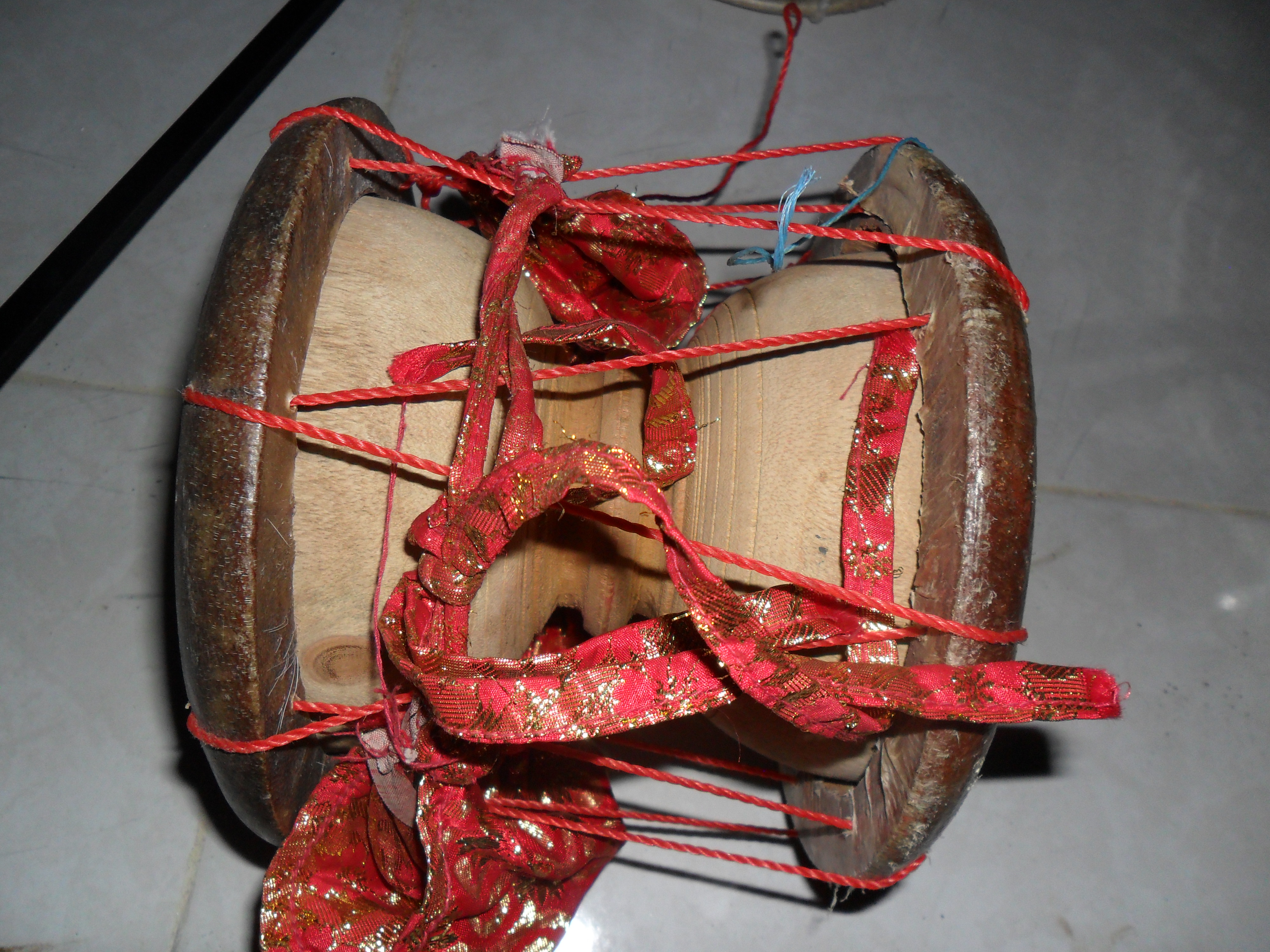
Hölzerne Sanduhrtrommel utukkai aus Tamil Nadu.

Die heute sehr große Zahl indischer Trommeltypen korrespondiert mit hunderten Namen für Trommeln, die seit der altindischen Literatur in Sanskrit und Tamil überliefert sind. Die meisten Trommeln besaßen eine religiöse oder magische Bedeutung; vor manchen wurden Speisen- und Trankopfer ausgebreitet. Die wohl bekannteste rituell verwendete Trommel ist die kleine sanduhrförmige damaru, die hauptsächlich als Attribut Shivas abgebildet wird. In der Erscheinungsform als Nataraja erschuf Shiva der hinduistischen Mythologie zufolge in seinem kosmischen Tanz (tandava) die Welt. In den Schlägen mancher Trommeln hörte man die kräftige Stimme eines Gottes, andere Trommeln dienten dazu, böse Geister zu vertreiben. Der Name dundubhi, der in vedischen Texten aus dem 1. Jahrtausend v. Chr. auftaucht, bezeichnete meist eine Kriegstrommel mit einem großen hölzernen, vielleicht kesselförmigen Korpus. Eine in der regionalen nordindischen Musik gespielte große Kesseltrommel mit einem Eisenkorpus ist die dhamsa.
Ein Name für eine Gruppe zweifelliger Röhrentrommeln, der in mehreren Sanskrittexten schon im 1. Jahrtausends v. Chr. vorkommt, ist mrdanga (von mrd, „Tonerde“). Hierzu gehörten gemäß dem um die Zeitenwende abgefassten Werk Natyashastra nach ihrer Handhabung eingeteilte Trommeln, die senkrecht auf dem Boden stehend oder waagrecht im Schoß gespielt wurden wie in Südindien die namentlich abgeleitete Doppelkonustrommel mridangam. Von einer zweiten Gruppe mit hölzernen Trommeln ist bekannt, dass sich der Name dardara auf eine fassförmige Trommel bezog. Heutige Fasstrommeln in Nordindien sind dhol, dholak und dholki. Ein zweiter Typ dieser hölzernen Trommeln wird nicht näher beschrieben und der mit dem Namen panava erwähnte dritte Typ war eine Sanduhrtrommel, als deren Maße für den großen Felldurchmesser acht angula (ein Fingerbreit), für den kleinen Felldurchmesser fünf angula und für die Korpusmitte vier angula angegeben werden. Umgerechnet ergibt dies für die altindische panava Felldurchmesser von 12 und 7,5 Zentimetern sowie 6 Zentimeter für die Korpusmitte bei einer Länge von 24 Zentimetern.
Sanduhrtrommeln sind auf Reliefs am Stupa von Bharhut (2. Jahrhundert v. Chr.) dargestellt. Bei den altindischen Röhrentrommeln waren die Trommelfelle den Abbildungen zufolge mit einer X-, Y- oder W-förmigen Verschnürung gegeneinander verspannt. Die Schnürungsarten ergeben sich durch die Anordnung von Knoten oder verschiebbaren Ringen, mit denen die Verspannung und damit die Tonhöhe justiert werden kann. Sanduhrtrommeln lassen sich zusätzlich durch eine ringförmig um die Mitte verlaufende Schnur spannen. Neben der daunr und der hurka ist die im Punjab von den Sikhs zur Begleitung religiöser Lieder gespielte dhadd eine weitere kleine Sanduhrtrommel in Nordindien. Mehrere Sanduhrtrommeln, die sämtlich größer sind, werden in Südindien gespielt. Zu ihnen gehören die idakka und timila, die beide in der hinduistischen Tempelmusik in Kerala verwendet werden, und die zur Lied- und Tanzbegleitung in Karnataka und Kerala verwendete tudi. In Nord- und Südindien sind ferner Sanduhrtrommeln verbreitet, deren Namen wie bei der hurka von Sanskrit hudukka abgeleitet ist: im Norden heißen sie auf Hindi huruk und in Tamil Nadu im Süden utukkai.

## Bauform
Die daunr ist mit rund 20 Zentimetern Länge deutlich kürzer als die 38 Zentimeter lange hurka, hat aber einen etwas größeren Membrandurchmesser von 16 Zentimetern an beiden Seiten. An der Taille in der Korpusmitte beträgt der Durchmesser 13 Zentimeter. Der Korpus besteht aus Kupfer, Messing oder Holz. Für die im Vergleich zur hurka dickeren und schwereren Membranen wird üblicherweise Ziegenhaut verwendet. Die Ziegenhaut wird über Metallringe gezogen, die größer als die Korpusöffnungen sind und mit einer Schnur daran festgebunden. Die überstehenden Ringe werden V-förmig gegeneinander verspannt. Eine quer um die Mitte laufende Schnur oder ein Stoffstreifen dient dazu, die Membranen vor dem Spiel auf die richtige Tonhöhe zu spannen. Die daunr produziert nur die gestimmte Tonhöhe. Im Unterschied zur hurka und den meisten anderen indischen und afrikanischen Sanduhrtrommeln presst der Spieler nicht während des Spiels die Verschnürung, um unterschiedlich hoch tönende Trommelschläge zu erzielen.
Der Spieler sitzt am Boden und fixiert die daunr zwischen seinen Knien – mit einem Knie oberhalb und einem Knie unter der Trommel – oder manchmal unter seinem Bein und schlägt das rechte Trommelfell mit einem etwa 25 Zentimeter langen dünnen Holzstab. Dessen Durchmesser beträgt am oberen Ende, mit dem er zwischen Daumen und Zeigefinger der rechten Hand gehalten wird, etwa 8 Millimeter und am unteren Ende 10 Millimeter. In dieser Haltung ragt der Stab zwischen Mittelfinger und Ringfinger unter der Hand heraus, die zum Schlagen mit einer Drehbewegung des Unterarms im Uhrzeigersinn und zurück bewegt wird. Die linke Membran wird mit der flachen linken Hand geschlagen.
Weil das Wort daunr häufig mit einer Vokalendung als daunra oder daunru ausgesprochen wird, besteht eine Verwechslungsgefahr mit der kleineren Sanduhrtrommel damru (damaru). Der Name damru wird manchmal mit daunr gleichgesetzt, obwohl das Attribut Shivas meist als eine nach der Tonerzeugung gänzlich andere Rasseltrommel dargestellt wird. Da die Rasseltrommel landesweit von Straßenmusikern und Bettlern verwendet wird, möchten manche Garhwalis diese unter dem bisher nur regional gebräuchlichen Namen dugdugi (vgl. duggi) benannt wissen und Shivas Trommel als eine mit Stöckchen geschlagene Sanduhrtrommel dargestellt sehen. Dann würden daunr und damru dasselbe göttliche Instrument bezeichnen.
Die daunr wird stets zusammen mit einem thali eingesetzt. Das thali ist eine runde Metallplatte mit einem umgebogenen Rand, auf der üblicherweise ein indisches Essen serviert wird. Als Musikinstrument dient meist ein Messingtablett mit einem Durchmesser von 22 Zentimetern, das von oben auf die Mitte der Unterseite geschlagen wird. Bei der einen Schlagtechnik liegt die Platte auf dem Boden, angehoben durch eine Fußspitze an einer Seite, und wird mit zwei Stöcken geschlagen, die beide denselben offenen Klang produzieren. Bei der anderen Methode legt der Spieler das thali auf die offene Oberseite eines runden hölzernen Behälters (pathu), der ansonsten als Getreidemaß dient. In diesem Fall schlägt er die Platte mit einem Stück Hirschgeweih in der rechten Hand und hält sie mit der linken Hand am Rand. Wenn er die aufliegende Platte schlägt, entsteht ein dunklerer Klang, wenn er sie etwas schräg anhebt entsteht ein hellerer Klang, der durch den Holzbehälter als Resonanzkörper verstärkt wird.

## Spielweise
Die ausführlichste Liste der Musikinstrumente von Uttarakhand enthält 34 Instrumente aus allen Kategorien, die in der traditionellen Volksmusik gespielt werden. Darin sind die Instrumente der klassischen indischen Musik nicht enthalten. Die Volksmusikinstrumente werden nach ihrer Verwendung bei Veranstaltungen im Freien (Hochzeitsumzüge) oder in geschlossenen Räumen (epischer Gesang, Tanzbegleitung, Besessenheitszeremonien) in zwei große Gruppen eingeteilt. In beiden Gruppen gibt es Instrumente, die stets paarweise zusammen gespielt werden. Typisch für die Musik im Freien ist das bei Hochzeiten unentbehrliche Trommelpaar aus der großen Fasstrommel dhol und der flachen Kesseltrommel damau, das melodisch durch die Sackpfeife mashak verstärkt wird. Bei manchen festlichen Anlässen kommt die gebogene Trompete ransingha oder die paarweise geblasene gerade Trompete bhankora zum Einsatz. Die stets in geschlossenen Räumen zusammen mit einer thali gespielte daunr gilt nach der dhol als das zweitwichtigste Musikinstrument. Ein weiteres Instrumentenpaar für geschlossene Räume sind hurka und thali.
Die Kastenstruktur der Varnas (Hauptkasten) in Garhwal unterscheidet sich von derjenigen der allgemeinen hinduistischen Gesellschaft. Unter den zahlreichen Berufskasten innerhalb der Varnas gibt es Musikerkasten, die jeweils nur ein bestimmtes Instrument oder eine Instrumentengruppe spielen. Die Bajgis sind die zahlenmäßig stärkste Musikerkaste, die alle genannten Instrumente für zeremonielle Aufführungen im Freien spielen. Beda (auch Baddi) treten mit dholak und Harmonium als Unterhalter auf. Andere Musikspezialisten gehören keiner Musikerkaste an, obwohl ihnen eine wesentliche Rolle bei der Durchführung von Zeremonien zukommt. Die Musiker dieser Gruppe werden hauptsächlich mit fünf Bezeichnungen angesprochen: hurkiya und daunriya (Spieler der einen oder anderen Sanduhrtrommel), ghariyala (ebenfalls daunri-Spieler, also synonym mit daunriya, manchmal auch auf hurkiya bezogen), dhaunser (Spieler der dhaunsi, ein Name der hurka in manchen Gebieten) und jagariya (jemand, der die jagar genannte Besessenheitszeremonie durchführt, Heiler oder Schamane). Die hurka-thali- und daunr-thali-Instrumentenkobinationen sind die häufigsten Besetzungen für traditionelle Unterhaltungsmusikstile und Zeremonien in geschlossenen Räumen in Garhwal. Hurka und daunr sind bei vielen Anlässen austauschbar, die meisten Trommelspieler haben sich aber entweder auf die hurka oder die daunr spezialisiert. Im Unterschied zu den Trommlern benötigt der thali-Spieler keine sehr gründliche musikalische Ausbildung, weshalb eine spezielle thaliya-Gruppe fehlt. Generell haben die Kasten der Instrumentalisten trotz ihrer Bedeutung bei weltlichen und religiösen Zeremonien einen niedrigen Status, wobei die soziale Stellung der dholak-Spieler noch unterhalb der hurka- und daunr-Spieler eingestuft wird.
Zum Unterhaltungsrepertoire gehören Gesangsformen, die mehr nach ihrer Länge als nach stilistischen Merkmalen in gatha (lange epische Balladen) und lok-git (kürzere Volkslieder) eingeteilt werden. Die weitere Unterteilung des gatha-Repertoires ist nicht einheitlich festgelegt. Übereinstimmend erfolgt eine Einteilung der epischen Balladen in religiöse jagarn, die bei Geisterbeschwörungsritualen gesungen werden und die Erzählungen von Göttern enthalten, sowie in eher säkulare Heldengeschichten pawara. Eine daunr-thali- oder eine hurka-thali-Gruppe begleitet dieses Repertoire und das lok-git-Repertoire, das aus mangal git, glückverheißenden Hochzeitsliedern und mehreren, der Unterhaltung dienenden Gruppentänzen besteht. Am bekanntesten ist der Name chaunphala für verschiedene Gesangs- und Tanzstile. Hinzu kommen weitere Tanzstile wie der Kreistanz jhumailo und der tharya, die beide im Frühjahr aufgeführt werden. Die Tanzlieder werden häufig im Wechselgesang von den in zwei Gruppen aufgeteilten Tänzern gesungen.
Die meisten Volkserzählungen in Garhwal stammen aus dem klassischen Sanskritepos Mahabharata, aus dem nur ein Teil der Episoden in abgewandelter Form übernommen und diese durch Motive ergänzt wurden, die nur in der Garhwali-Volkstradition vorkommen. Dazu gehören Erzählungen des Gottes Nirankar, der eine lokale Erscheinung Shivas darstellt. Bei den Heldenliedern (pawara, von Sanskrit pravada, „Ausspruch“, „Redeweise“) wechseln sich gesungene Abschnitte der Erzählung mit Tänzen ab, die von Liedern begleitet werden. Den Ablauf der Veranstaltung regelt der Trommler und Sänger, indem er die Häufigkeit der zwischengeschalteten Tänze bestimmt. Aufführungen, die in Privathäusern stattfinden, bieten wegen der begrenzten Raumsituation selten mehr als vier Tänzern zugleich Platz. Wenn Aufführungen die gesamte Nacht andauern, gibt es in gewissen Abständen nach dem Ende eines Tanzes Pausen, in denen sich der Trommler ausruhen kann.
Besessenheitszeremonien (jagar) verfolgen das Ziel, eine bestimmte Gottheit (devta) in ein Medium einzuladen, damit dieses Medium in einen Besessenheitstanz verfällt und die gewünschten Wahrsagungen durchführen kann. Diese Aufführung wird nicht durch Pausen unterbrochen und vereint Erzählung und Tanzhandlung. Die Besessenheitszeremonien sind kürzer als die Aufführungen der Heldenlieder; ihre Dauer hängt davon ab, wie schnell das Medium in Trance gerät. Sie beginnen mit einem Solo der Perkussionsinstrumente (dhunyal), mit dem die Götter günstig gestimmt werden sollen, gefolgt von einer monotonen Rezitation mit hohem Tempo, das von sich wiederholenden rhythmischen Mustern begleitet wird. Typisch für den Garhwal-Vortragsstil ist ein bhaun (auch baunr) genannter, lang gezogener Vokal aa am Ende jeder Textzeile, mit dem ein Begleitchor den Gesang des jagariya unterstützt.
Anoop Chandola (1977) unterscheidet bei der daunr nach der Art ihrer Ausführung zehn Schläge. Damit werden bei der daunr fast so viele Schlagarten durchgeführt wie bei der dhol, die in Garhwal wegen ihrer rhythmischen Ausdrucksmöglichkeiten als die musikalisch komplexeste Trommel gilt. Dhol und daunr sind zwar unterschiedliche Trommeltypen, aber in der Spielweise ähnlich. Vier der Schläge unterscheiden sich klanglich nicht, werden jedoch in einer stets gleichbleibenden Abfolge mit verschiedenen Fingern ungefähr auf der Mitte der Membran ausgeführt. Die rhythmische Begleitung durch daunr-thali hängt wie bei den anderen Instrumentenpaaren mit deren tonaler Abstufung zusammen, durch welche die Musik auf den Ablauf der Aufführung oder der Zeremonie einwirken soll. Bei der daunr erzeugt das höher klingende thali mit schnellen Zwischenschlägen einen konstanten Klangteppich gegen die Stille. Die naturgemäß kurzen Trommelschläge werden durch die Schlagfolge auf dem thali unterfüttert, sodass eine Art monotoner Bordunklang zu den variantenreicheren Trommelschlägen hinzukommt.
Narendra Singh Negi (* 1949) ist der bekannteste und kommerziell erfolgreichste Popularmusiksänger Garhwals, der in seinen Liedtexten die gesellschaftliche Situation seiner Heimat und auch politische Themen aufgreift. Im März 2006, kurz vor der Parlamentswahl von Uttarakhand, veröffentlichte Negi das Musikalbum Nauchami Narayana. Dessen Titel bezieht sich auf nau chami, „neun Rhythmen“, zu denen Narayana tanzt, wie ein anderer Name des beliebten Gottes Krishna lautet. Negi kritisiert darin mit satirischen Mitteln die beiden damals führenden Parteien Indiens (BJP und INC) für ihr Missmanagement der Provinz Uttarakhand, indem er unter anderem die Figuren situativ in den Zusammenhang einer Besessenheitszeremonie stellt. Im Video des Liedes tritt Negi zu Beginn als jagarya traditionell gekleidet und mit einer daunr in der Hand vor einem Altar auf, neben ihm ein Begleitmusiker, der thali spielt. Im Hintergrund ist wie bei einer dörflichen Zeremonie ein Männerchor zu hören, der mit einem langgezogenen aa am Strophenende einsetzt. Der Name „Narayana“ im Titel ist zugleich eine Anspielung auf Narayan Datt Tiwari, damals Chief Minister von Uttarakhand, der im Video wie Krishna Flöte (murali) spielt. Die meisten politischen Analysten sind sich einig, dass Nauchami Narayana, das bestverkaufte Lied in Garhwali-Sprache überhaupt, maßgeblich zur Abwahl Tiwaris und zum Machtverlust des INC in Uttarakhand bei den Parlamentswahlen beigetragen hat.